# Buðli
Buðli o Budli (nórdico antiguo: Buðli Leinfnisson) es el nombre de uno o dos reyes legendarios en las sagas escandinavas. Era descendiente de Halfdan el Viejo.

## Ásmundar saga kappabana
Según lo que se relata en Ásmundar saga kappabana, Buðli era un rey sueco, padre de Hildr. 
La saga relata que Hildr se casó con Helgi, el hijo de Hildebrand, el rey de los hunos. Helgi y Hildr tuvieron un hijo que fue criado por los abuelos paternos y le llamaron Hildebrand en honor a ellos.
Hildebrand se convirtió en un gran guerrero y fue llamado «campeón de los hunos». Cuando su padre Helgi cayó en combate, su abuelo materno, el rey sueco Buðli, fue muerto por un rey danés llamado Alf. Este Alf tomó a la madre de Hildrebrand, Hildr captiva y se la entregó al campeón Aki con el cual tuvo un hijo llamado Asmund que es el protagonista de la saga.

## Saga Völsunga
En la Saga Völsunga, Buðli era el padre de Brynhildr (Brünnehilde).